# De’Longhi
De’Longhi, «Делонги» — итальянская компания, производитель бытовой техники, в частности кофеварок и оборудования для приготовления пищи. Компания была основана в 1902 году. Штаб-квартира расположена в Тревизо. Контрольный пакет акций принадлежит Джузеппе Делонги.

## История
Компания была основана семьёй Делонги в 1902 году как мастерская по производству комплектующих для промышленности.
В середине 1970-х годов компанию возглавил Джузеппе Делонги (Giuzeppe De’Longhi). С его приходом, в 1975 году, компания начала выпуск готовых изделий — масляных обогревателей. Вскоре начался выпуск других типов нагревательных приборов. В 1979 году была поглощена компания Supercalor. К концу 1970-х годов De’Longhi экспортировала свою продукцию в большинство стран Европы; обогреватели выпускались под собственным брендом De’Longhi, а также в качестве контрактного производителя для других компаний.
В 1985 году начался выпуск электрических мини-печей Sfornatutto. В 1986 году была куплена компания Elba, производитель кухонных плит, также в этом году был приобретен производитель оборудования для систем центрального отопления Radel. Новым продуктом 1986 года стал портативный кондиционер Pinguino, а в следующем году начался выпуск фритюрниц Friggimeglio (Roto Fryer). В 1987 году был поглощён итальянский производитель кондиционеров Ariagel. В 1988 году началось производство микроволновых печей, для чего был открыт новый завод. В 1989 году с покупкой компании Vetrella ассортимент продукции пополнился пылесосами. В 1994 году была куплена компания Climaveneta (системы HVAC). В 1995 году была куплена компания Simac MicroMAX, выпускавшая утюги, гладильные системы и кухонную технику. Также в 1995 году началось производство кофеварок.
Вместе с увеличением ассортимента De’Longhi расширяла и географию деятельности. В 1988 году был создан филиал в США, в 1989 году — в Великобритании, в 1990 году — во Франции, в 1993 году — в Нидерландах, Германии и Японии. В 1995 году было открыто представительство в России, в 1996 году — в КНР, в 1997 году — в Канаде, в 1999 году — в Бельгии. К 2000 году у De’Longhi было 13 заводов и 30 филиалов, продукция реализовывалась в 75 странах мира.
В 2001 году была куплена британская компания Kenwood; покупка включала бренды Kenwood и Ariete и 3 завода, включая новый завод в Китае. В том же 2001 году De’Longhi провела размещение акций на Итальянской фондовой бирже. В 2003 году выручка компании составила 1,25 млрд евро.
В 2006 году была куплена RC Group, производившая системы охлаждения для дата-центров. В 2009 году подразделение климатического оборудования было преобразовано в дочернюю компанию DeLclima, в 2012 году она была выделена в самостоятельную компанию, а в 2016 году поглощена Mitsubishi Electric.
В 2012 году De’Longhi приобрела у Procter & Gamble лицензию на использование торговой марки Braun для производства малой бытовой техники; покупка включала часть производственных активов в Германии.
В ноябре 2020 года De’Longhi объявила о приобретении за 420 млн евро компании Capital Brands, специализирующейся на миксерах под брендами Nutribullet и Magic Bullet. В мае 2021 года было завершено поглощение швейцарского производителя кофемашин Eversys.

## Деятельность

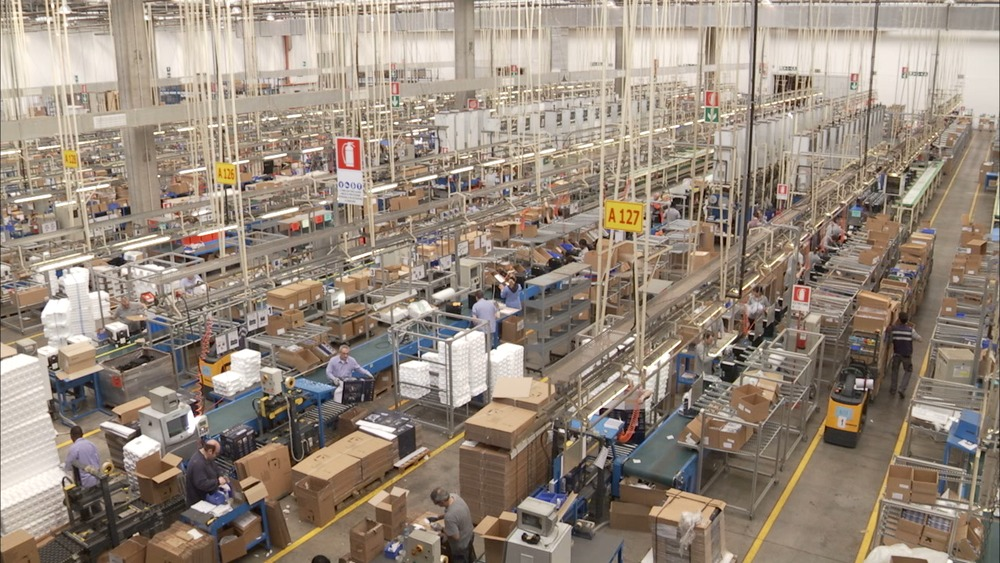
Сборочная линия № 1. Завод по производству кофемашин в Италии (Провинция Тревизо, Мигнагола)

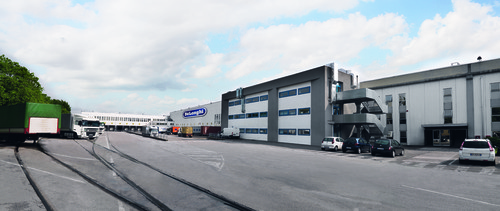
Главное здание. Завод по производству кофемашин в Италии (Провинция Тревизо, Мигнагола)

Выручка группы De’Longhi за 2023 год составила 3,08 млрд евро, её распределение по регионам: Европа — 62 %, Америка — 18 %, Азиатско-Тихоокеанский регион — 15 %, Ближний Восток, Индия и Африка — 6 %. Основными категориями продукции были кофеварки (59 % продаж), оборудование для приготовления пищи (26 %), кондиционеры и обогреватели (7 %), пылесосы и утюги (4 %), другие товары (4 %). Группа продаёт бытовую технику под брендами De’ Longhi, Kenwood, Braun, Ariete, Eversys, Nutribullet и Magic Bullet.
Производственные мощности состоят из 6 заводов в Италии, Румынии, Швейцарии и Китае, на них приходится 60 % продукции, остальное изготавливают контрактные производители.